# 柯蒂斯 (伊利諾伊州)
柯蒂斯（英語：Curtis）是位於美國伊利諾伊州默納德縣的一個非建制地區。該地的面積和人口皆未知。

## 地理
柯蒂斯的座標為40°03′44″N 89°47′25″W / 40.06222°N 89.79028°W，而該地的平均海拔高度為177米（即581英尺）。